# Zenaida galapagoensis
Zenaida galapagoensis là một loài chim trong họ Columbidae.